# Connor Paolo
Connor Paolo (Nova Iorque, 11 de Julho de 1990) é um ator estadunidense. Trabalhou em Gossip Girl, como Eric van der Woodsen, irmão da protagonista Serena. Trabalhou no filme Alexandre, o Grande como Alexandre na infância e na série Revenge como Declan Porter.

## Biografia
Paolo nasceu em Nova York. Seu pai era um escritor e sua mãe uma musicista. Ele estudou na Professional Performing Arts School, na escola onde Alicia Keys e Claire Danes se formaram.

## Carreira
Paolo começou a atuar com nove anos de idade, na novela All My Children. Seu primeiro papel de destaque foi como Zachary Connor, em um episódio de Law & Order: Special Victims Unit. Seu filme de estréia foi Mystic River, atuando como o jovem Sean. Em 2004, Paolo ganhou um papel na novela One Life to Live como Travis O'Connell. Paolo recentemente fez uma segunda aparição em Law & Order: Special Victims Unit, como Teddy Winnock, um jovem com distúrbios. Seu papel mais recente em filmes foi como Steven McLoughlin em World Trade Center.
Paolo também estrelou em outros 2 projetos: Warren Hardesty em Snow Angels, dirigido por David Gordon Green, e Ross Embry em Favorite Son. 

## Teatro
Paolo já se apresentou no teatro, e em comerciais. Ele apareceu no musical de sucesso da Broadway The Full Monty e fora da Brodway atuou em Richard III de Shakespeare.  Ele interpretou Bottom em outro produção de Shakespeare Midsummer Night's Dream.

## Filmografia

### Filmes
| Ano  | Título                             | Papel                    | Notas            |
| ---- | ---------------------------------- | ------------------------ | ---------------- |
| 2003 | Mystic River                       | Sean Devine              |                  |
| 2004 | Alexandre, O Grande                | Jovem Alexandre o Grande |                  |
| 2006 | World Trade Center                 | Steven McLoughlin        |                  |
| 2007 | Snow Angels                        | Warren Hardesky          |                  |
| 2008 | Favorite Son                       | Ross                     |                  |
| 2009 | The Winning Season                 | Damon                    |                  |
| 2010 | Stake Land                         | Martin                   |                  |
| 2010 | Camp Hope                          | Jack                     |                  |
| 2012 | The Pretty Reckless' 'My Medicine' |                          | (curta-metragem) |
| 2016 | Friend Request                     | Kobe                     |                  |
| 2016 | Like Lambs                         | Mick Springfield         | [ 1 ]            |

### Televisão
| Ano         | Título                            | Papel                | Notas                                                      |
| ----------- | --------------------------------- | -------------------- | ---------------------------------------------------------- |
| 2002        | Law & Order: Special Victims Unit | Zachary Connor       | episódio: "Juvenile"                                       |
| 2004        | One Life to Live                  | Travis O'Connell     | 16 capítulos da novela                                     |
| 2006        | Law & Order: Special Victims Unit | Teddy Winnock        | episódio: "Web"                                            |
| 2007 - 2012 | Gossip Girl                       | Eric Van der Woodsen | Recorrente: temporada 1-4; Convidado: temporada 6 (53 eps) |
| 2010        | Mercy                             | Everett Cone         | episódio: "I Did Kill You, Didn't I?"                      |
| 2011 -2013  | Revenge                           | Declan Porter        | (elenco principal) 42 episódios                            |